# Otinotus rufescens
Otinotus rufescens är en insektsart som beskrevs av William Lucas Distant 1908. Otinotus rufescens ingår i släktet Otinotus och familjen hornstritar. Inga underarter finns listade i Catalogue of Life.